# Вила (Пиза)
Вила је насеље у Италији у округу Пиза, региону Тоскана.
Према процени из 2011. у насељу је живело 43 становника. Насеље се налази на надморској висини од 147 м.